# Mörbitz
Die Mörbitz ist ein zwischen Waldkirchen/Erzgeb. und Augustusburg liegendes Waldgebiet in Sachsen (Deutschland).

## Geographie
Die Mörbitz bildet mit dem Heidelberg (506,5 m) den nördlichen Teil des Börnicher Rücken. Der Untergrund der Mörbitz besteht aus Glimmerschiefer und ist für Ackerbau wenig geeignet. Das Gebiet der Mörbitz wird von den stellenweise tief eingeschnittenen Tälern des Staupenbaches und des Mörbitzbaches durchzogen, die beide in die Zschopau münden. Als markante Geländepunkte sind der Urlstein und die südlich des Heidelberges gelegenen Zwei Felsen zu erwähnen.

## Geschichte

### Flora und Fauna
Historische Beschreibungen des Gebietes erwähnen als Baumarten vor allem die Buche, die Tanne und Ahorn. Heute besteht der Wald überwiegend aus Fichten, daneben finden sich kleinere Bestände von Kiefer, Buche, Hainbuche, Eiche, Douglasie und Lärche. Die ursprüngliche Vegetation mit Edellaubhölzern ist vor allem an den schwer zugänglichen Steilhängen der Zschopau auf. Bei den jüngsten Aufforstungen durch Privatbesitzer und Waldumbaumaßnahmen im Staatsforst werden auch weitere Baumarten gepflanzt. An Straucharten findet man Roter Holunder und Faulbaum. Am westlichen und südwestlichen Rand (Richtung Waldkirchen) löst sich die Mörbitz in ein lockeres Feld-Wald-Gefüge auf. Der Staupenbach bildet die Grenze zwischen den hauptsächlich in Privat- oder Kommunalbesitz befindlichen Wald auf Waldkirchener Seite und dem Staatsforst. Am Staupenbach finden sich teilweise sehr nasse bis anmoorige Wiesen, die noch umfangreiche Bestände der Wald-Schlüsselblume sowie weiterer Wiesenpflanzen (Kuckuckslichtnelke, Wiesenknöterich) aufweisen, früher vorhandene Orchideen- und Sonnentaubestände sind durch Nutzungsaufgabe oder intensive Nutzung (Rinderweide) offenbar erloschen.
Hauptwildarten in der Mörbitz sind Reh- und Schwarzwild, daneben kommen u. a. Fuchs und Dachs vor.

### Wirtschaftliche Nutzung
Am Staupenbach wurde die Wasserkraft von der 1845 als Mahl- und Schneidmühle mit angeschlossener Bäckerei errichteten Busch- oder Rachelmühle (⊙), zuerst durch ein oberschlächtiges Wasserrad und ab 1942 durch zwei Turbinen genutzt. Der Name Rachelmühle leitet sich vom Ausdruck Rachel für ein tief eingeschnittenes Tälchen ab. 1867 kauft Ernst Louis Klotz aus Witzschdorf die Mühle und beantragt gleichzeitig die Schankgenehmigung, welche er nach mehrfachem Schriftverkehr schließlich erhielt. Nach dem Ersten Weltkrieg entstand eine Produktionsstätte für Holzwaren wie Handwagen, Schlitten, Bügelbretter, Holzpantoffel. Die Produktion wurde 1952 eingestellt, die Wasserturbinen erzeugten noch bis 1956 elektrischen Strom. Es erfolgte der Anschluss ans öffentlichen Stromnetz. 1980 wurde das Gebäude zum Wohnhaus umgebaut.
Um die Qualität der von der „Sächsischen Nähfadenfabrik“ in Witzschdorf produzierten Garne zu steigern wurde 1860 am Staupenbach unweit der Zschopau eine Baumwollbleicherei und -färberei (⊙) errichtet. Der Staupenbach lieferte hierfür das für die Produktion nötige klare Wasser und Antriebsenergie. Mit Bau der Arbeitersiedlung Hahn wurde 1872 ein Löschwasserteich (⊙) angelegt, da die Siedlung im Brandfall von der Feuerwehr nicht schnell genug erreicht werden konnte. Hierfür wurde der Bach etwa 300 Meter stromaufwärts in einen künstlichen Lauf geleitet. Der Teich wurde später als Badeteich genutzt und dient heute neben einigen weiteren der Fischereiwirtschaft.
Auch diente der Staupenbach seit 1973 zur Betriebswasserversorgung der „VEB Texturseidenwerk Flöha, Betriebsteil Witzschdorf“. Dazu wurde etwa 200 Meter oberhalb der Buschmühle ein Staubecken errichtet und eine Zuleitung zum zentralen Wasserbehälter in Witzschdorf errichtet. Hier wurde ein Teil zu Trinkwasser aufbereitet. Mit Produktionseinstellung und späterer Liquidation der Werke im Jahre 1992 wird die Versorgung aufgegeben.

## Bilder

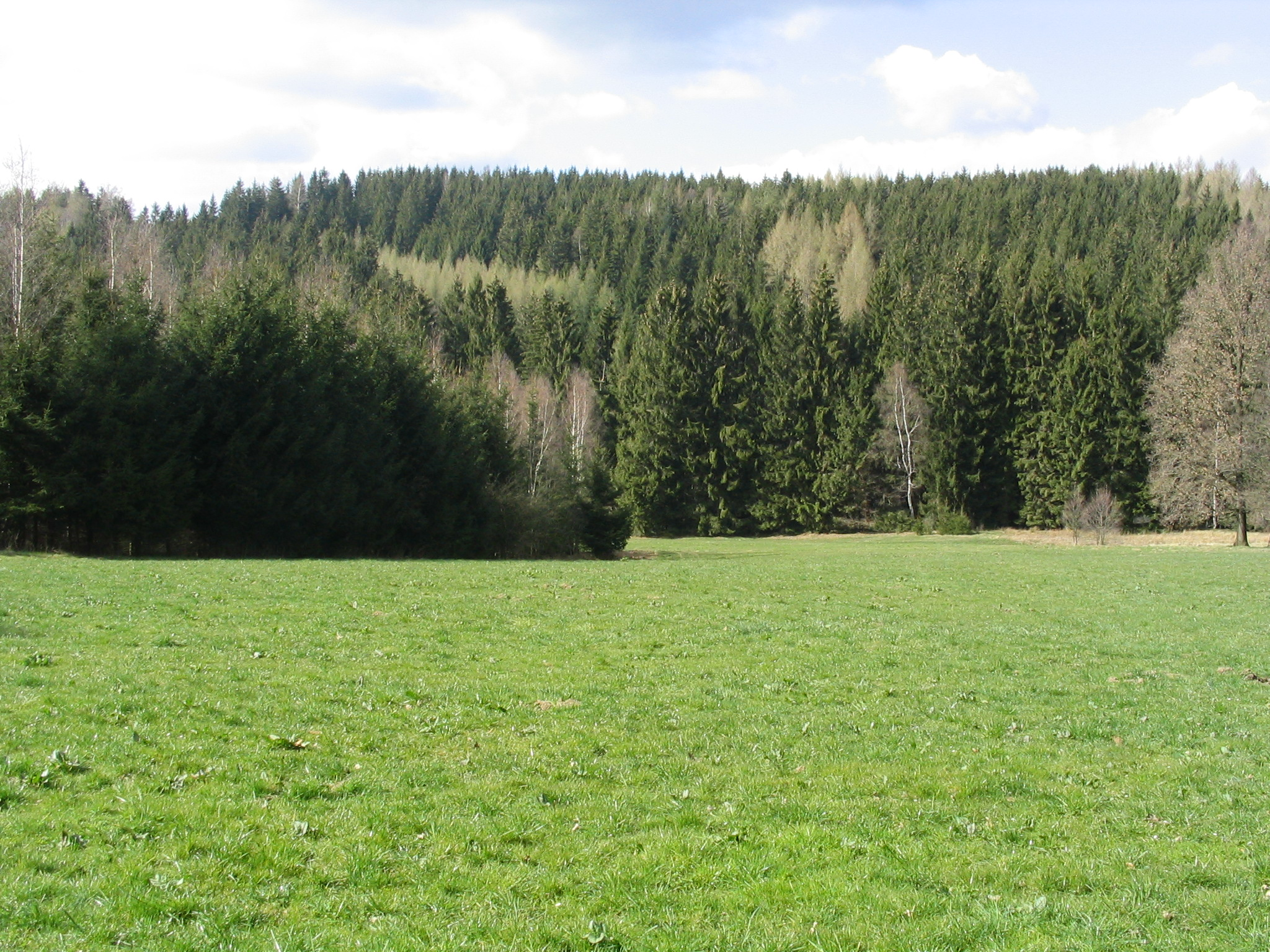
Im Staupenbachtal
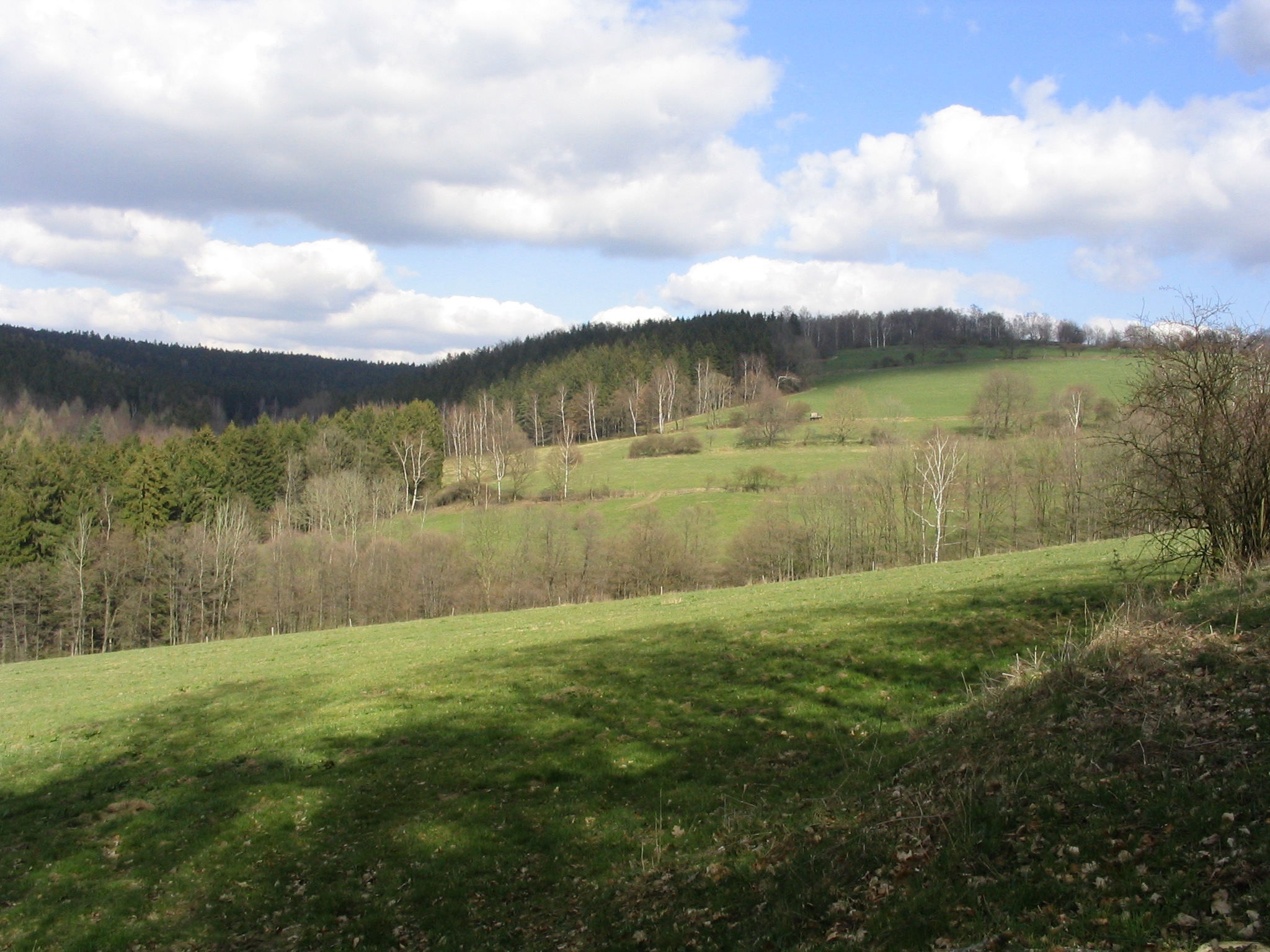
Staupenbachtal
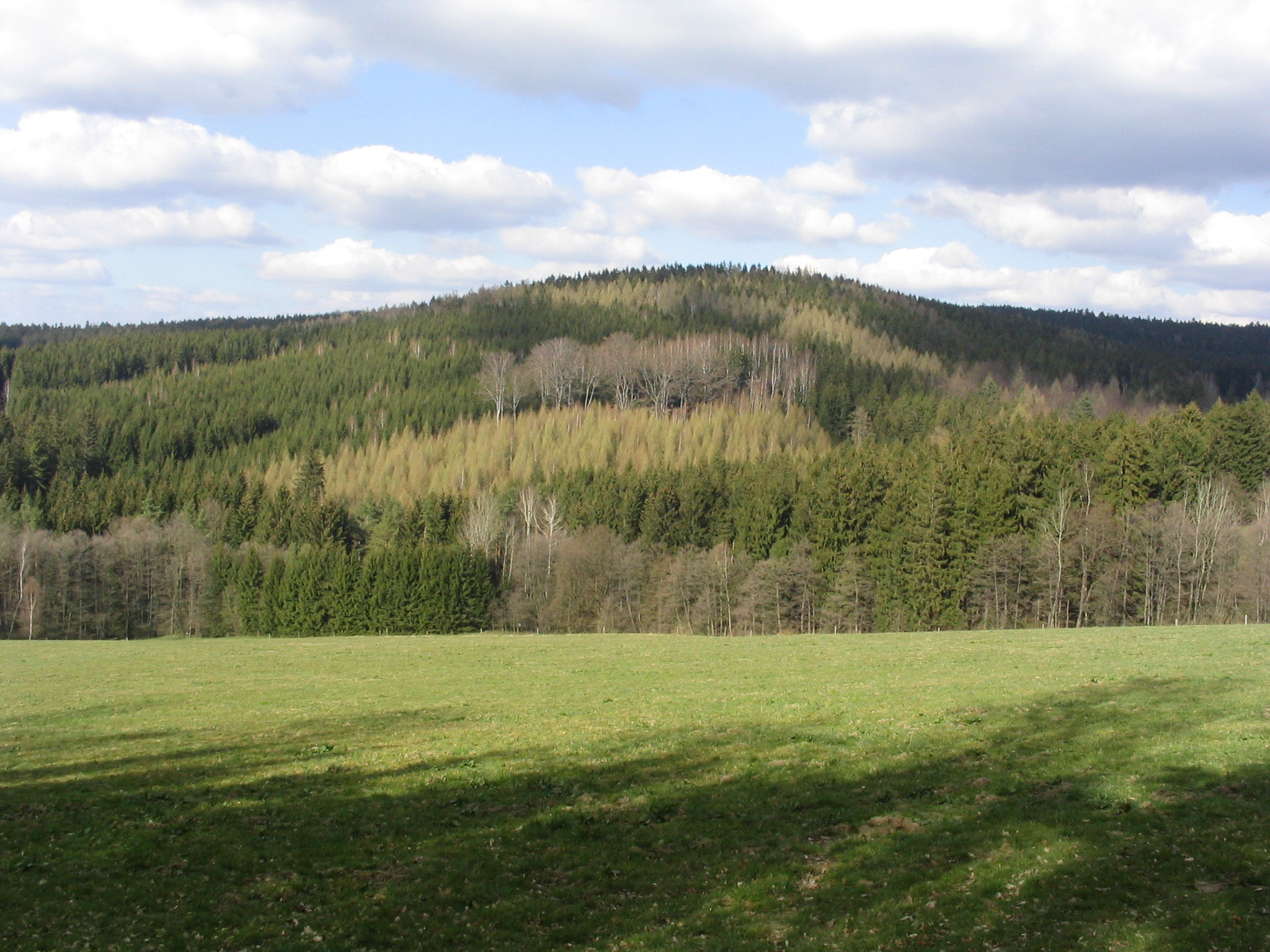
Der Urlstein von Süden gesehen
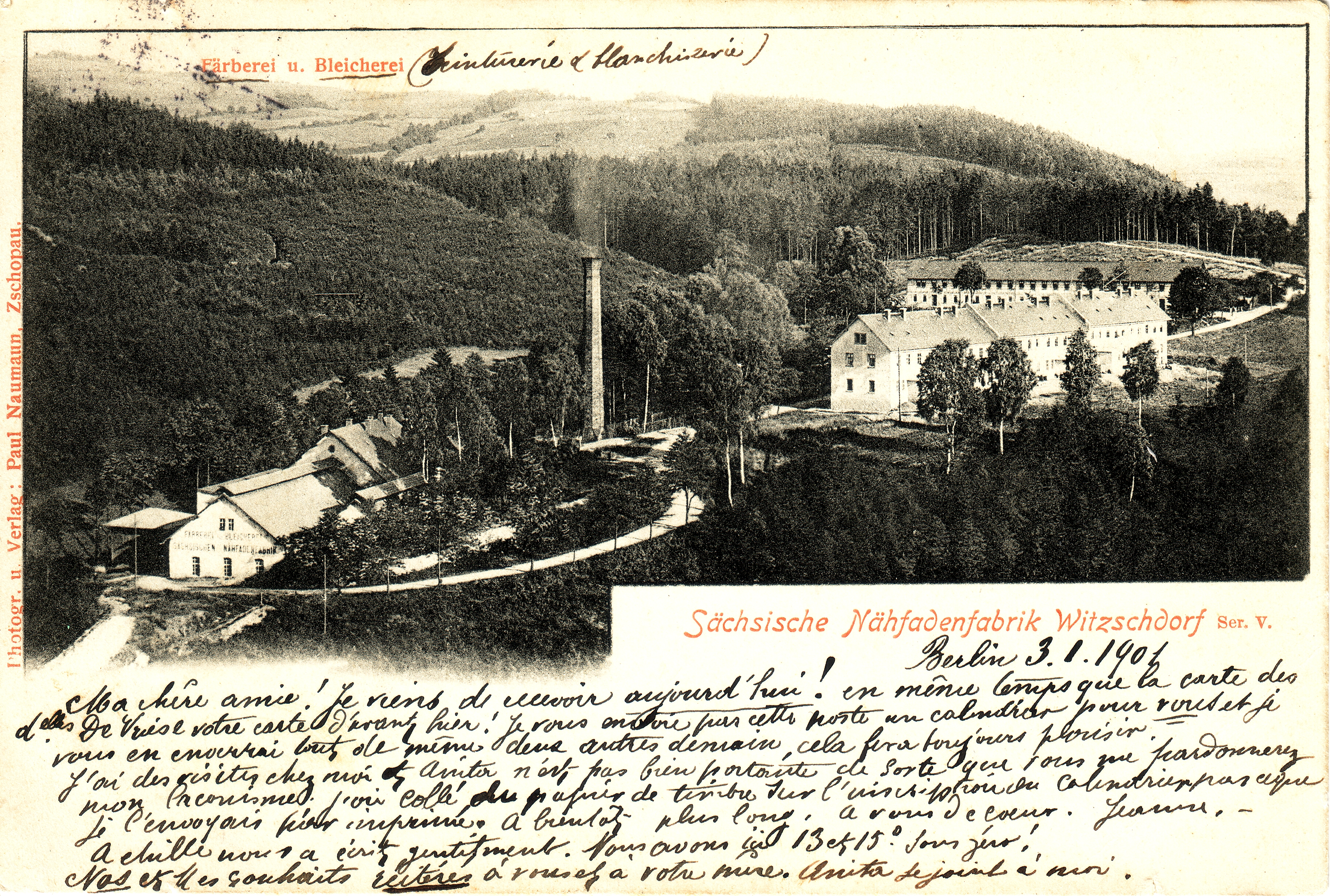
Färberei und Bleicherei sowie die Arbeitersiedlung „Hahn“ (rechts im Bild) in der Mörbitz